# Sampués
Sampués è un comune della Colombia facente parte del dipartimento di Sucre.
L'abitato venne fondato da Alonso de Padilla nel 1610.